# Mozambik na Letnich Igrzyskach Olimpijskich Młodzieży 2010
Mozambik na Letnich Igrzyskach Olimpijskich Młodzieży w Singapurze w 2010 reprezentowało 3 sportowców w 2 dyscyplinach.

## Skład kadry

### Lekkoatletyka
- Celso Francisco Cossa
- Silvia Panguana

### Pływanie
- Gessica Stagno
  - 100 m st. motylkowym - 31 miejsce w kwalifikacjach (1:10.46)